# Ötvös Bence
Ötvös Bence (1998. március 13. –) magyar labdarúgó, jelenleg a Ferencváros játékosa.

## Pályafutása

### Klubcsapatokban
Ifjúsági csapatokban 2007 és 2012 között Nyíregyházán játszott,  majd a 2012-tól 2016-ig a Bozsik Akadémia növendéke lett. A felnőtteknél is Nyíregyházán mutatkozott be. Négy év alatt 77 NB II-es mérkőzésen 9 gólt szerzett.

#### Kisvárda
2021 és 2024 között a Kisvárda együttesét erősítette, 100 bajnoki mérkőzésen szerepelt és 3 gólt lőtt. Részese volt a 2021–22-es szezonban elért bajnoki ezüstéremnek. Ezt követően a Konferencia Liga selejtezőkön is szerepelt, játszott a kazak Kajrat Almati és a norvég Molde ellen is. Az Almati ellen 1–0-ra megnyert idegenbeli találkozón gólpasszt adott Jasir Asaninak, a hazai 1–0-s győzelemkor pedig Jasmin Mešanovićnak. Ötvöst a Nemzeti Sport mindkét meccset követően a mezőny legjobbjának választotta.

#### Paks
2024. július 25-én az AEK Larnaca ellen 3–0-ra megnyert Konferencia Liga selejtező mérkőzésen ő állította be a végeredményt. Augusztus 10-én a ZTE elleni mérkőzésen ő lőtte a zöld-fehérek szépítő gólját (1–3).
2025. február 26-án a Mezőkövesd ellen 3–0-ra megnyert kupamérkőzésen 2 gólt szerzett, csapatával a negyeddöntőbe jutottak.

#### Ferencváros
2025. június 2-án bejelentették, hogy a Ferencvárosban folytatja a pályafutását.

## Sikerei, díjai

### Klubcsapatokban
Kisvárda
- Magyar labdarúgó-bajnokság ezüstérmes: 2021–22

 Paksi FC
- Magyar kupagyőztes: 2025[11]
- Magyar labdarúgó-bajnokság bronzérmes: 2024–25